# Journal of the Royal Astronomical Society of Canada
«Журнал Королівського астрономічного товариства Канади» (англ. Journal of the Royal Astronomical Society of Canada, JRASC, фр. Journal de la Société royale d'astronomie du Canada) — науковий журнал, видаваний раз на два місяці й поширюваний серед членів Королівського астрономічного товариства Канади. В основному містить новини, інформацію про громадську діяльність, науково-популярні статті про астрономію та поради астрономам-любителям. Невелика частина його статей є рецензованими науковими роботами.
JRASC був заснований в 1907 році, редактором був Кларенс Чант. Журналу передували «Роботи Астрономічного та фізичного товариства Торонто» (англ. Transactions of the Astronomical and Physical Society of Toronto, 1890—1901), «Вибрані статті та матеріали Королівського астрономічного товариства Канади» (англ. Royal Astronomical Society of Canada Selected Papers and Proceedings, 1902—1903) і «Повідомлення Королівського астрономічного товариства Канади» (англ. Royal Astronomical Society of Canada Transactions, 1904—1905).
Астрофізична інформаційна система НАСА містить випуски від часу заснування журналу до останнього року.